# Радзанув (гмина, Млавский повет)
Радзанув (пол. Radzanów) — сельская гмина (волость) в Польше, входит как административная единица в Млавский повет, Мазовецкое воеводство. Население — 3662 человека (на 2004 год).

## Демография
| Перепись                       | Всего   | Всего | Женщины | Женщины | Мужчины | Мужчины |
| ------------------------------ | ------- | ----- | ------- | ------- | ------- | ------- |
| Единицы                        | человек | %     | человек | %       | человек | %       |
| Население                      | 3662    | 100   | 1828    | 49,9    | 1834    | 50,1    |
| Плотность населения (чел./км²) | 37,1    | 37,1  | 18,5    | 18,5    | 18,6    | 18,6    |

## Сельские округа
1. Бембново
2. Бембнувко
3. Бежаны
4. Бояново
5. Боньково-Косцельне
6. Боньково-Подлесьне
7. Буды-Матусы
8. Цегельня-Ратовска
9. Градзаново-Влосчаньске
10. Градзаново-Збенске
11. Градзаново-Збенске-Колёня
12. Юзефово
13. Люшево
14. Радзанув
15. Ратово
16. Врублево
17. Згличин-Витовы
18. Згличин-Глинки
19. Тшцинец
20. Зелюминек

## Соседние гмины

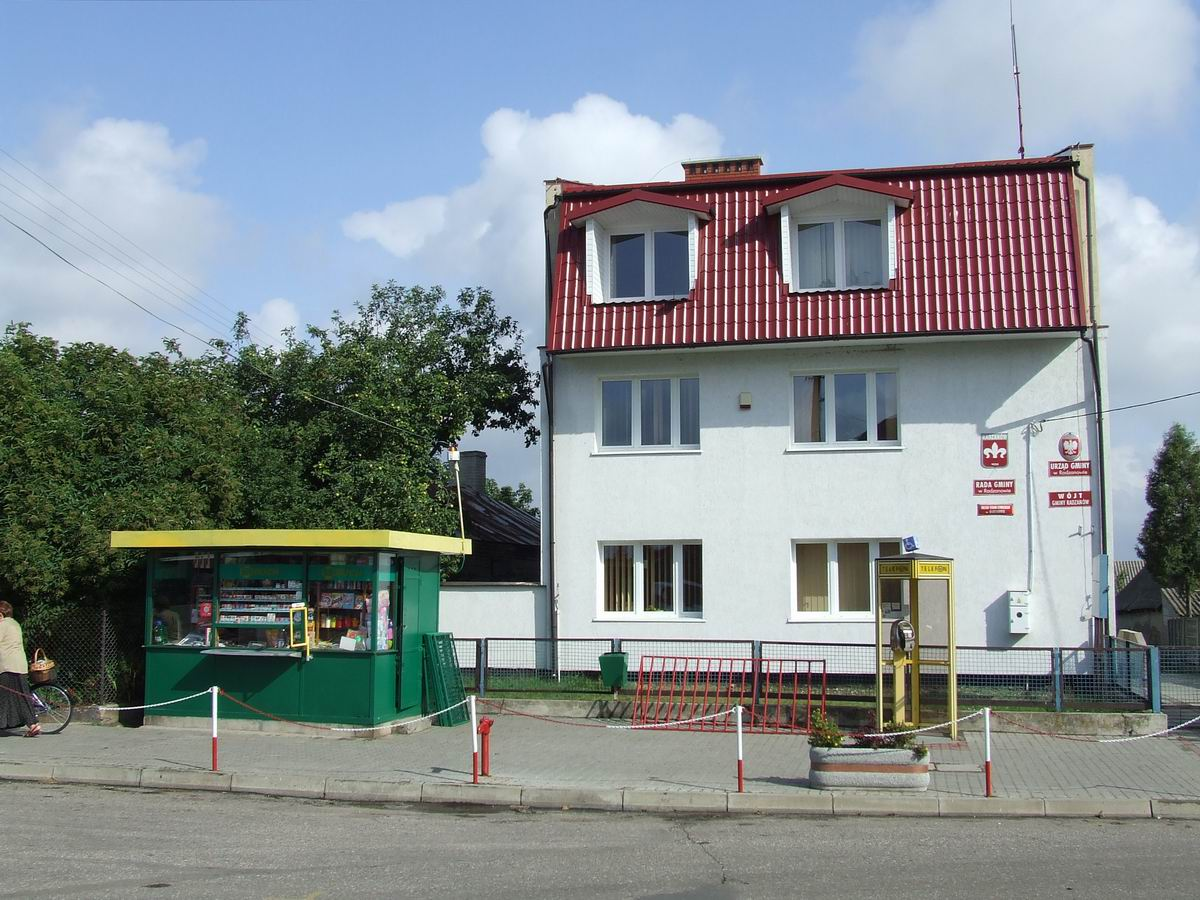
Гмина Радзанув (Млавский повет)

1. Гмина Бежунь
2. Гмина Рачёнж
3. Гмина Семёнтково
4. Гмина Стшегово
5. Гмина Шреньск